# Index Herbariorum
Der Index Herbariorum ist ein globales Verzeichnis von Herbarien (Singular: Herbarium, Plural: Herbarien) und den dazugehörigen Mitarbeitern. Dieser durchsuchbare Online-Index ermöglicht Wissenschaftlern einen schnellen Zugriff auf Daten zu 3400 Standorten, an denen insgesamt 350 Millionen botanische Exemplare dauerhaft untergebracht sind. Der Index Herbariorum verfügt über eigene Mitarbeiter und eine eigene Webseite. 

## Geschichte
Im Laufe der Zeit wurden zwischen 1952 und 1974 sechs Ausgaben des Index veröffentlicht. Der Index ist seit 1997 online verfügbar.
Der Index wurde ursprünglich von der International Association for Plant Taxonomy veröffentlicht, die auch die ersten sechs Ausgaben (1952–1974) förderte. Danach übernahm der New York Botanical Garden die Verantwortung für den Index. Der Index enthält den Namen der unterstützenden Institution (häufig eine Universität, ein botanischer Garten oder eine gemeinnützige Organisation), ihre Stadt und ihren Staat und das Akronym jedes Herbariums, zusammen mit Kontaktinformationen zu den Mitarbeitern und ihren Forschungsschwerpunkten und den wichtigen Beständen der Sammlung jedes Herbariums.

## Herausgeber
- 6. Ausgabe (1974) Mitherausgeberin Patricia Kern Holmgren, Direktorin des New York Botanical Garden
- 7. Druckausgabe, herausgegeben von Patricia Kern Holmgren.
- 8. Druckausgabe, herausgegeben von Patricia Kern Holmgren.
  - Online-Ausgabe, vorbereitet von Noel Holmgren, Mitarbeiter des New York Botanical Garden seit 2008 aktualisiert von Barbara M. Thiers, Direktorin des New York Botanical Garden Herbarium